# يو إف سي ليلة القتال: كييزا ضد لي
يو إف سي ليلة القتال: كييزا ضد لي (بالإنجليزية: UFC Fight Night: Chiesa vs. Lee)‏ هو حدث لفنون القتال المختلطة نظمته يو إف سي، أُقيم في 25 يونيو 2017، على باي كوم سنتر في أوكلاهوما سيتي، أوكلاهوما، الولايات المتحدة.